# Mohamed Al-Roz
Mohamed Al-Roz es un deportista jordano que compitió en taekwondo. Ganó dos medallas de bronce en el Campeonato Asiático de Taekwondo, en los años 1996 y 1998.

## Palmarés internacional
| Campeonato Asiático | Campeonato Asiático          | Campeonato Asiático | Campeonato Asiático |
| Año                 | Lugar                        | Medalla             | Categoría           |
| ------------------- | ---------------------------- | ------------------- | ------------------- |
| 1996                | Melbourne (Australia)        | Medalla de bronce   | –64 kg              |
| 1998                | Ciudad Ho Chi Minh (Vietnam) | Medalla de bronce   | –70 kg              |